# Jomezana
Jomezana (en asturiano y oficialmente Xomezana) es una parroquia del concejo asturiano de Lena situada en el llamado Camín Real del Huerna.

## Toponimia
La localidad recibe su nombre de la expresión latina villa diomedana, lo que permite suponer que la población es de fundación romana y que probablemente fue creada en época tardoimperial.

## División

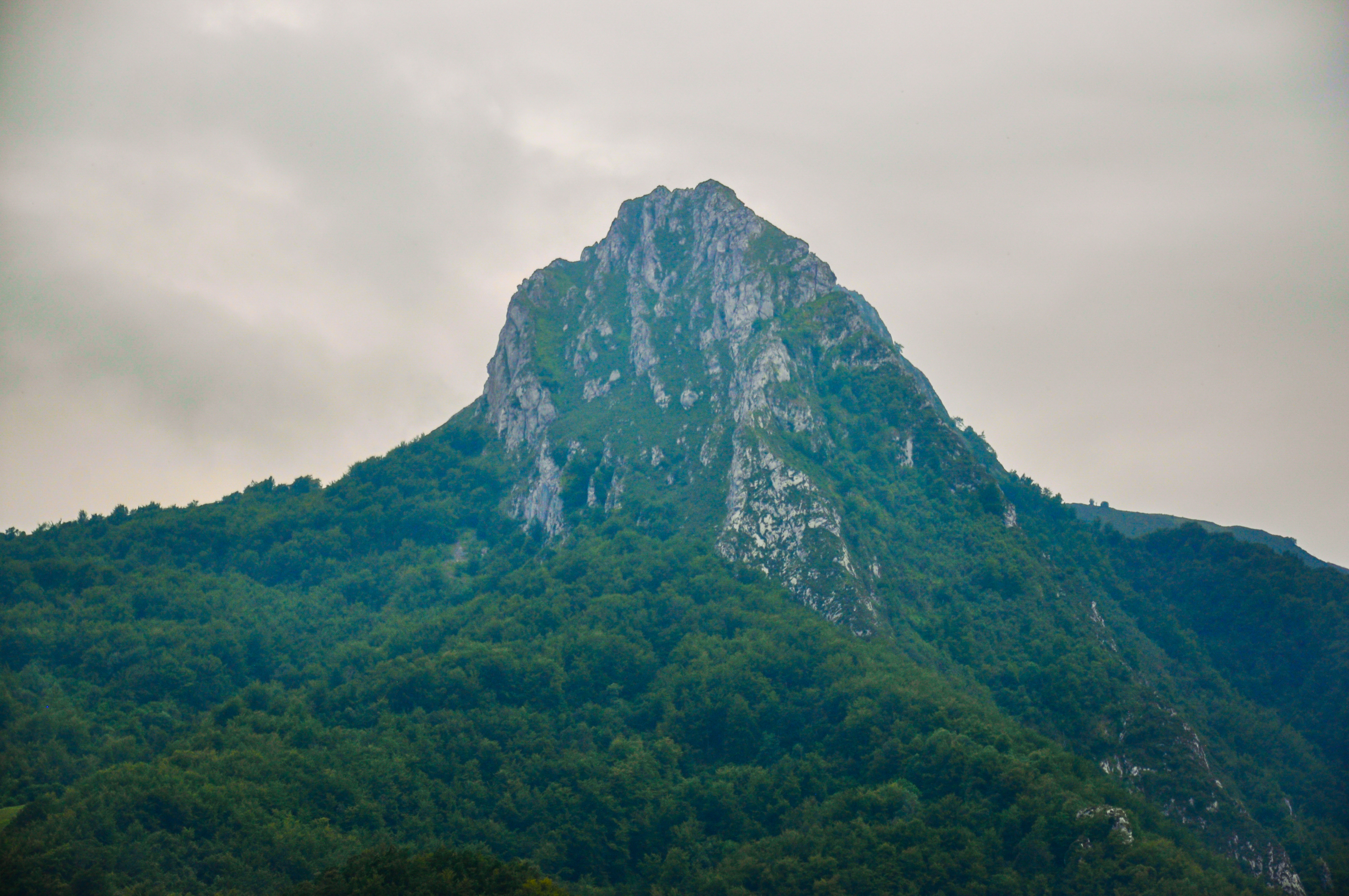
Peña de la Portieḷḷa

Las poblaciones que componen esta parroquia son Espinedo (Espineo), Jomezana de Arriba (Xomezana Riba), Jomezana de Abajo (Xomezana Baxo), Las Monas, Las Vegas, Villarín (Viḷḷarín), San Pelayo, Santa Cristina, Santiago y La Teyera.   Según un documento de 1667 estos pueblos aparecen designados respectivamente con los topónimos Xomezana Zimera y Xomezana Fondera, lo cual dio lugar a que durante el proceso de restauración de la toponimia tradicional del concejo hubiera peticiones por parte de los vecinos para que se adoptasen estas antiguas denominaciones, unas peticiones que, sin embargo, fueron desestimadas por el Ayuntamiento[cita requerida].
Jomezana de Arriba se divide en los siguientes barrios:
- La Portieḷḷa
- El Coḷḷéu
- Reboḷḷal
- El Quentu
- La Calzá
- El Corralón
- El Pipín
- Ente'l Quenu
- Las Casas

Jomezana de Abajo  se divide en los siguientes barrios:
- La Quintana de Anton
- El Gran Casino
- El Turuchu
- Ente'l Frisnu
- Ente l'Asquisa
- La Caleya Riba
- La Caleya Baxo
- La Teyera
- Las Esculinas

La parroquia de Jomezana y el Valle del Huerna recibieron el galardón del Premio al Pueblo Ejemplar de Asturias en el año 1998.
Jomezana de Abajo cuenta con un museo llamado la Panerona, sede de la Asociación de Vecinos La Panerona. Su objetivo es la recuperación  y exposición permanente de los objetos del campo y de la vida rural.

## Iglesia de San Pedro de Jomezana
La iglesia parroquial de San Pedro deJomezana, construida en la primera mitad del siglo XIV, no fue el primer templo cristiano de Jomezana. Ya en el año 1036 Fernando I de León, dona a la Catedral de Oviedo la ermita de Santiago de Jomezana, construida en una de las rutas de los peregrinos a Compostela.
En el inventario de parroquias de la diócesis de Oviedo de 1385 consta como párroco de San Pedro de Jomezana, Don Gonzalo Pérez.
En la segunda mitad del siglo XVII se hizo una importante ampliación, construyéndose la capilla mayor (desde el arco toral hasta el altar mayor) y alzando varios metros las paredes laterales juntamente con el techo sin desarmarlo.
En 1648 se añadió la Capilla de la Concepción, costeada por las siete familias que la fundaron y perduró dicha Capellanía hasta mediados del siglo XX, siendo el último capellán Don Pedro García González, natural de Jomezana Fondera.
En la fiesta de San Pedro del año 1690 se inauguró solemnemente el valioso retablo barroco que preside la iglesia, obran del maestro Juan García de Ascucha, vecino de Oviedo y casado con María de la Rogada, nativa de Jomezana Fondera. Las maderas de nogal y roble fueron donadas por los feligreses, mientras que el retablo costó 4500 reales de vellón. Ascucha en 1697 una se basó en las columnas salomónicas del retablo de Jomezana para la realización del baldaquino de Santa Eulalia de la Catedral de Oviedo. El dorado del retablo mayor fue realizado en 1695 por Toribio de Nava y Juan Fernández Peláez, vecinos de Oviedo, siendo su costo 5000 reales de vellón.
Los dos retablos colaterales de estilo rococó dedicados a San Ildefonso y la Virgen del Rosario, se hicieron en 1768 y fueron dorados en 1778.

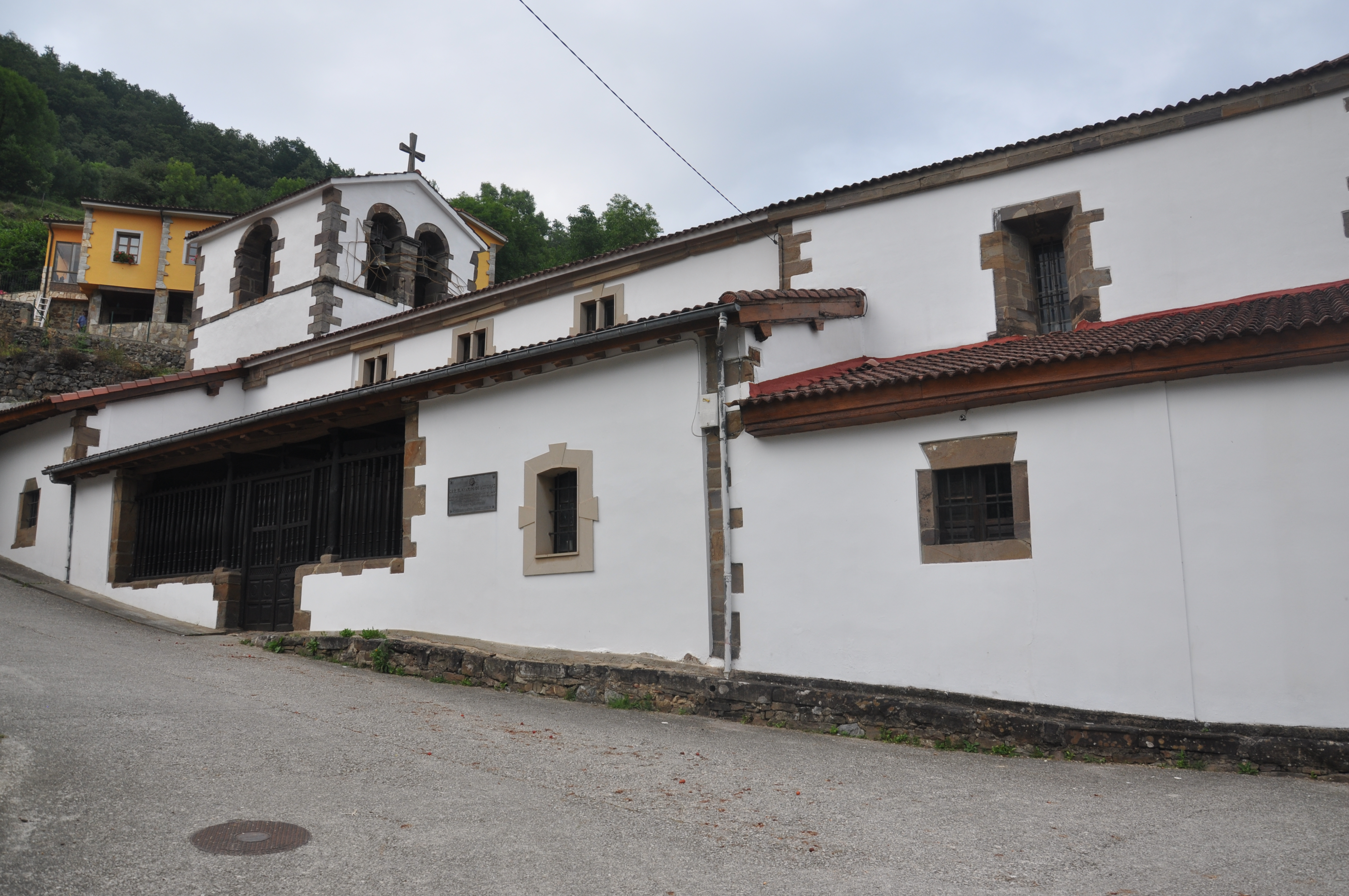
Iglesia parroquial de San Pedro de Jomezana
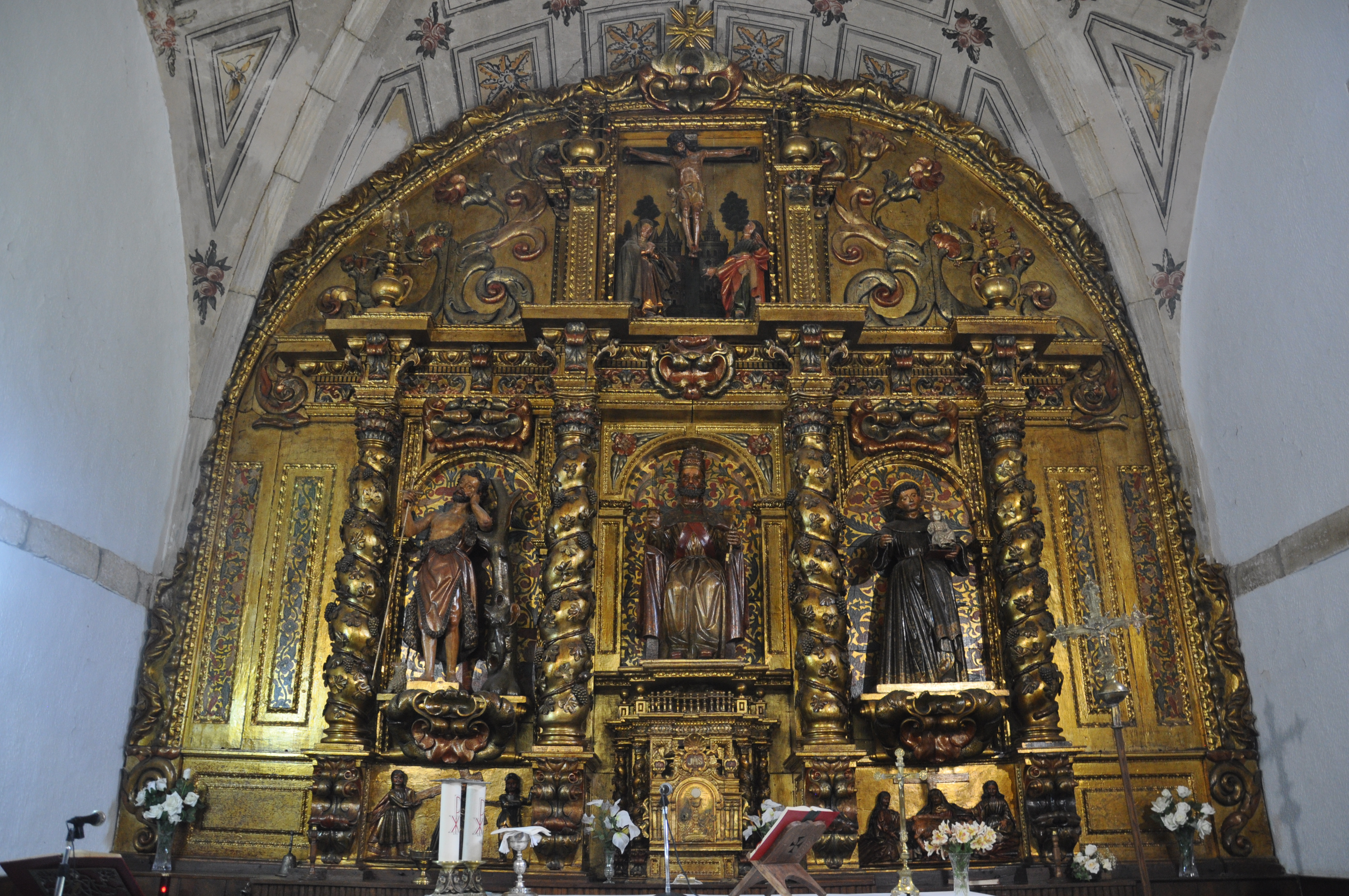
Retablo mayor de la Parroquia de San Pedro de Jomezana
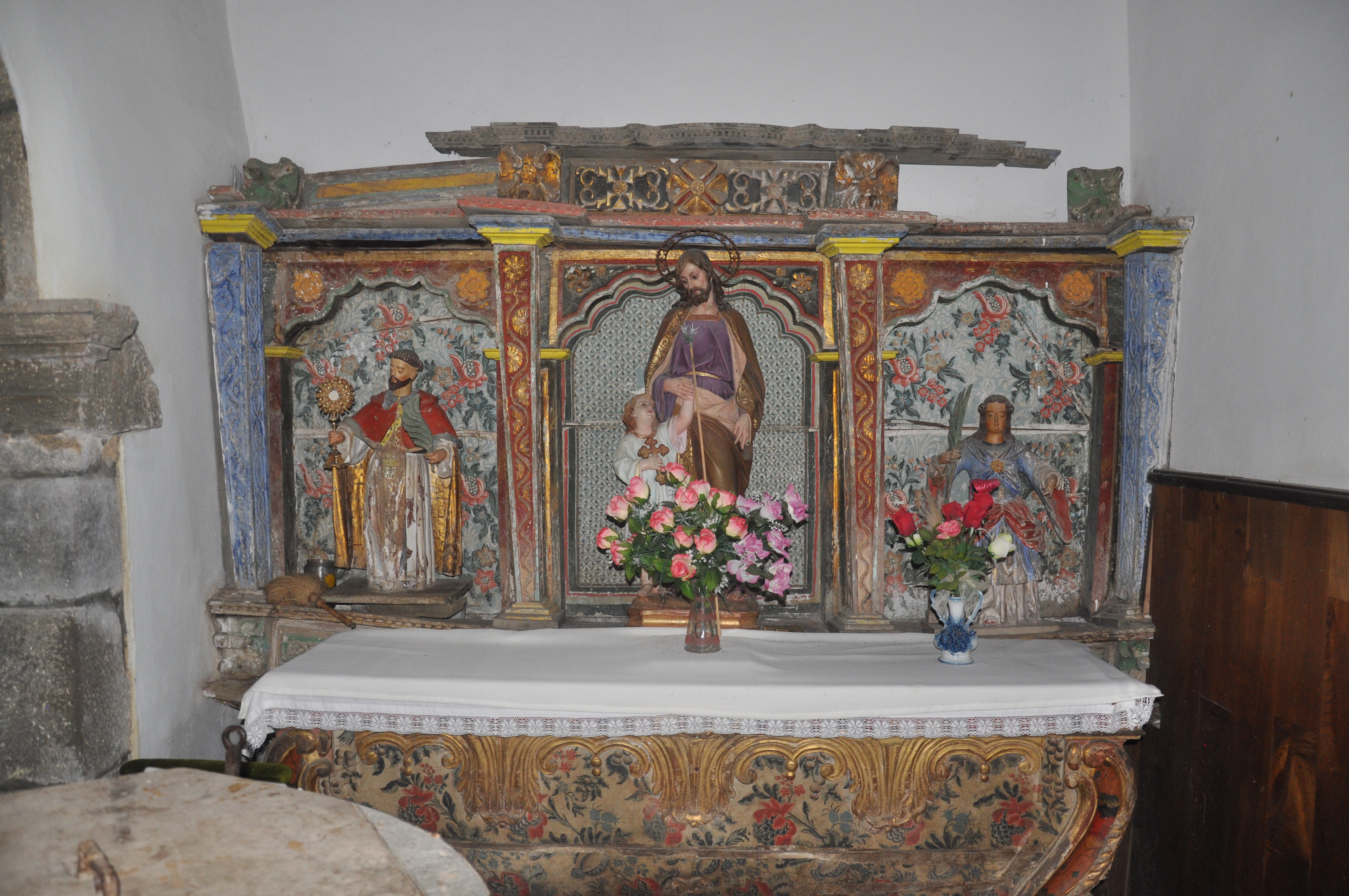
Retablo de la Capilla de la Concepción de San Pedro de Jomezana
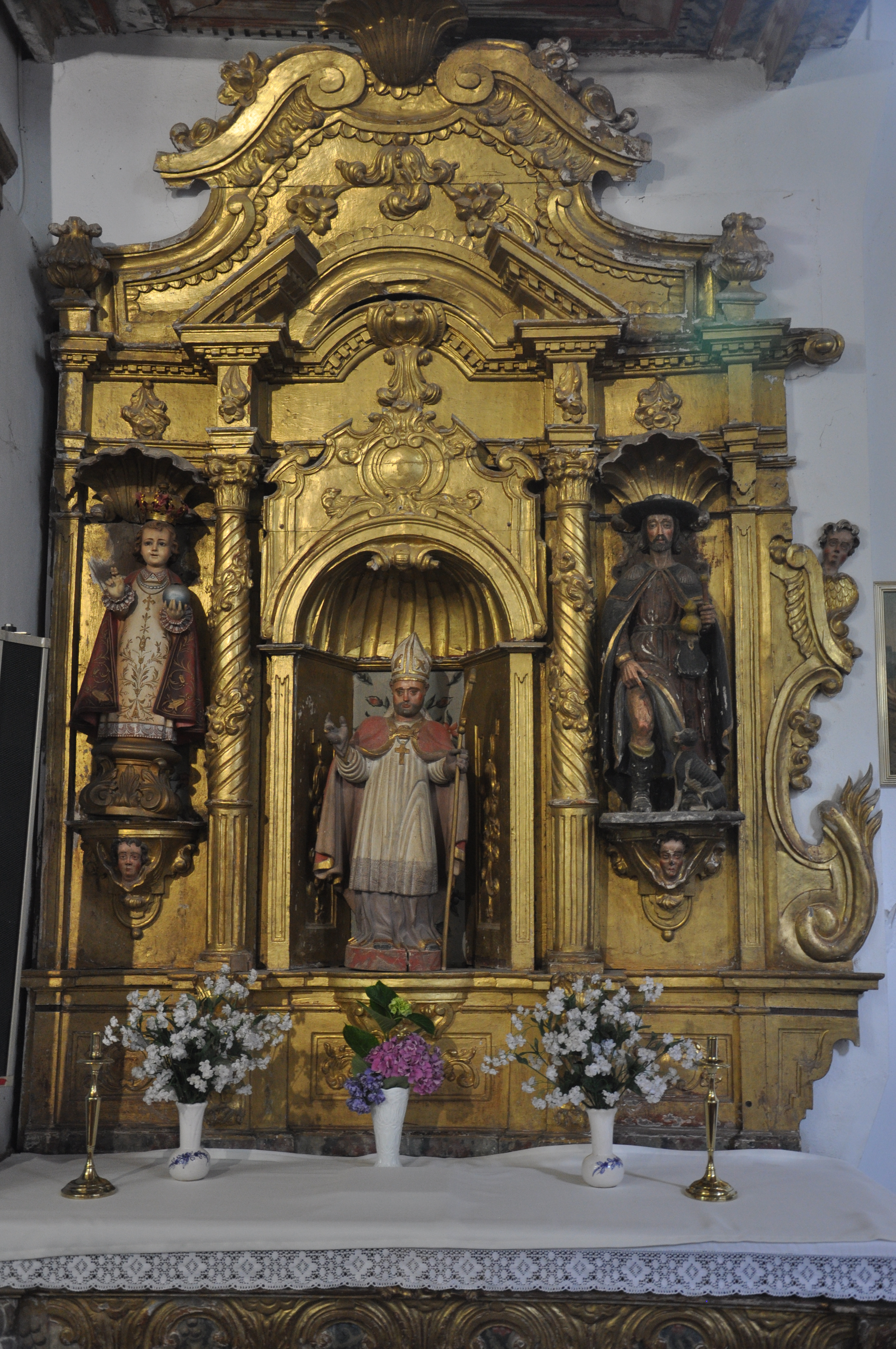
Retablo de San Ildefonso de San Pedro de Jomezana
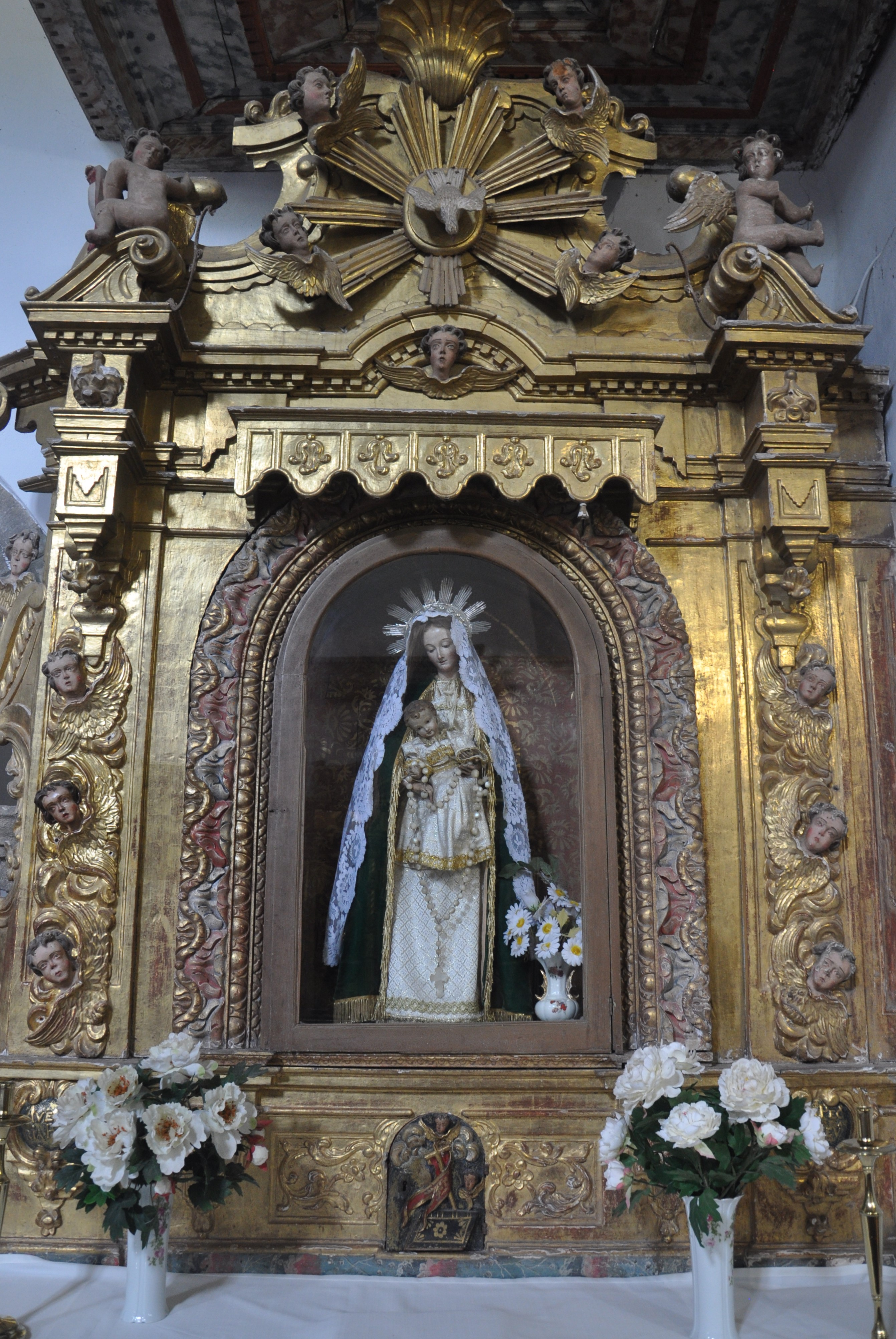
Retablo de la Virgen del Rosario de San Pedro de Jomezana

## Festividades
El último fin de semana del mes de agosto, se celebra en Jomezana de Abajo la "Fiesta de la escanda".
El último fin de semana del mes de junio se celebra en Jomezana de Arriba la "Fiesta de San Pedro" y el 31 de octubre el "Mercau de Seruenda".